# Saint-Pardoux-d’Arnet
Saint-Pardoux-d’Arnet ist eine Gemeinde im Zentralmassiv in Frankreich. Sie gehört zur Region Nouvelle-Aquitaine, zum Département Creuse, zum Arrondissement Aubusson und zum Kanton Auzances. Sie grenzt an Saint-Avit-de-Tardes, La Villetelle, Saint-Oradoux-près-Crocq, Crocq, Saint-Maurice-près-Crocq und Néoux.

## Bevölkerungsentwicklung

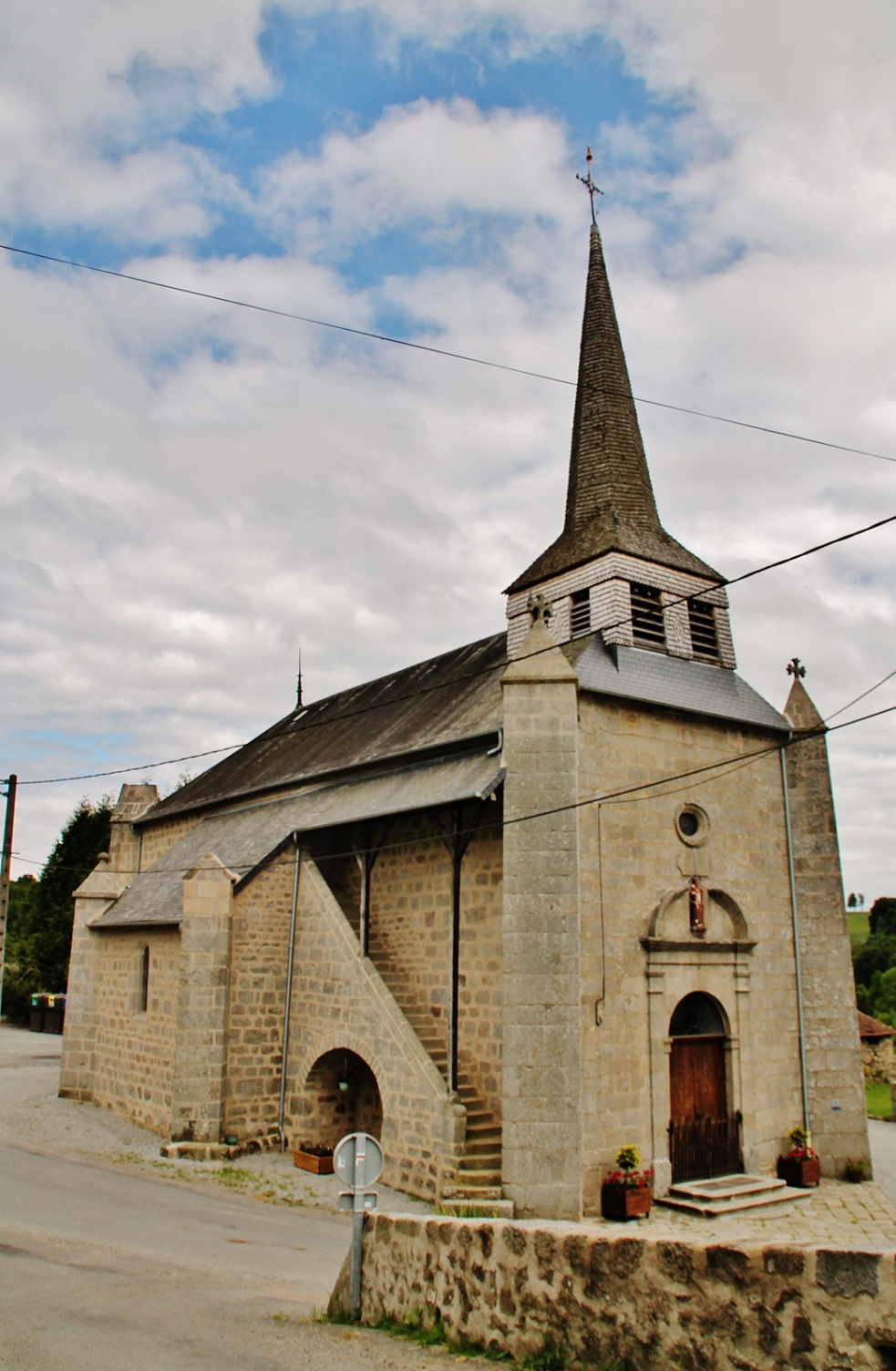
Kirche Saint-Pardoux

| Jahr      | 1962 | 1968 | 1975 | 1982 | 1990 | 1999 | 2008 | 2012 |
| --------- | ---- | ---- | ---- | ---- | ---- | ---- | ---- | ---- |
| Einwohner | 256  | 245  | 217  | 181  | 186  | 150  | 159  | 165  |